# Румунія в Європейському Союзі
Відносини між Румунією та Європейським Союзом — це вертикальні відносини між наднаціональною організацією та однією з її держав-членів.